# جوزيف ستيفن يانغ
جوزيف ستيفن يانغ (بالإنجليزية: Joseph Steven Yang)‏ هو ممثل أمريكي، ولد في 1968.

## وصلات خارجية
- جوزيف ستيفن يانغ على موقع IMDb (الإنجليزية)
- جوزيف ستيفن يانغ على موقع قاعدة بيانات الفيلم (الإنجليزية)